# Ding Guangen
Ding Guangen (septiembre de 1929 - 22 de julio de 2012) fue un político chino miembro del Partido Comunista de China y ministro de ferrocarriles. 
Se graduó en comunicaciones en la Universidad Jiao Tong de Shanghái. Ocupó varios cargos dentro de su partido y gobierno, entre los que destacan el de Ministro de Ferrocarriles de la República Popular China, Miembro del Comité Central del PC y Director para asuntos relacionados con la República de China (Taiwán).
Falleció a los 83 años el 22 de julio de 2012 en Pekín.